# Jaskinia Horná Túfna
Jaskinia Horná Túfna – jaskinia krasowa w południowej części grupy górskiej Wielkiej Fatry na Słowacji. Długość jaskini wynosi 85 m.

## Położenie
Jaskinia leży na terenie tzw. Krasu Harmanieckiego, w zamknięciu doliny Túfna (lewe orograficznie odgałęzienie Doliny Harmanieckiej), w zboczach masywu szczytu Črchľa (1207 m). Jej wejście znajduje się na wysokości 975 m.

## Geologia, morfologia
Jaskinia powstała w triasowych skałach wapienno-dolomitowych, potrzaskanych licznymi złomami i uskokami. Jest jaskinią pochodzenia fluwiokrasowego: w linii większych spękań skał utworzył ją potok Tufná, który dziś wypływa ok. 80 m niżej. Wejście do niej, w formie dużego portalu, znajduje się u podstawy ściany skalnej wysokiej na 80–100 m i szerokiej na ok. 85 m. Wejściowa komora przechodzi w głębi w rurowaty korytarz, którego forma świadczy o rzecznym pochodzeniu jaskini. Posiada interesująca szatę naciekową, uformowaną częściowo z miękkiego trawertynu, w tym m.in. stalaktyty sięgające długości 1 m.

## Dzieje poznania
Jaskinia była znana człowiekowi od niepamiętnych czasów. Uznawana jest za najstarsze paleolityczne stanowisko archeologiczne na Słowacji. Jak świadczą znaleziska (ślady ognisk oraz bardzo liczne, potrzaskane i opalone kości młodych osobników niedźwiedzia jaskiniowego, Ursus spelaeus) człowiek przebywał w niej sezonowo już w okresie 40 – 31 tys. lat temu (cieplejszy interstadiał u schyłku zlodowacenia północnopolskiego). Przypuszcza się, że owi paleolityczni łowcy przybywali tu z terenów dzisiejszej Kotliny Zwoleńskiej specjalnie po to, by polować na niedźwiedzie. Zwierzęta zaganiano krzykiem i ogniem na skraj płaskowyżu Krásna wznoszącego się ponad jaskinią, skąd spadały do stóp skały. Ich mięso spożywane było po obróbce na ogniskach rozpalanych w jaskini.
Jako pierwszy jaskinię badał dyrektor żeńskiego gimnazjum w Bańskiej Bystrzycy Christian Andreas Zipser, który w 1838 r. znalazł w niej 270 kości dawnych zwierząt. W XX w. jaskinię badali m.in. Theodor Kormos (1914; jako pierwszy zwrócił uwagę na celowo rozbijane kości niedźwiedzi), F. Schön (1927; wykazał poprzecznie rozbijane kości niedźwiedzi celem wydobycia z nich szpiku)  A. Liebus (1931; znalazł opalone kości i czaszkę młodego niedźwiedzia), F. Skutil (1938 i 1947), G. Balaš (1960) oraz J. Bárta i L. Bánesz (1971). Liczne kości rozrzucone w Prednom dóme i Zadnej sieni znalazł jeszcze Anton Droppa (1974). O ilości niedźwiedzich kości nagromadzonych w tej jaskini świadczą informacje z XIX w. mówiące, że wywożono je stąd całymi wozami.

## Ochrona jaskini
Jaskinia znajduje się na terenie Parku Narodowego Wielka Fatra, w obrębie rezerwatu przyrody Horná a Dolná Túfna. W 1981 r. została objęta ochroną jako narodowy pomnik przyrody (słow. Národná prírodná pamiatka Horná Túfna), jednak ustawa o ochronie przyrody i krajobrazu (nr 287/94) zniosła tę formę ochrony.

## Turystyka
W pobliżu jaskini przebiega zielono znakowany szlak turystyczny z Harmanca do hotelu górskiego Kráľova studňa, jednak jaskinia (ze względu na znaczenie dla nauki) nie jest udostępniona do zwiedzania.